# アイアン・マン (曲)
「アイアン・マン」(Iron Man) は、イングランドのヘヴィメタル・バンド、ブラック・サバスが作詞、作曲、演奏して、1970年のアルバム『パラノイド』に収録した楽曲。

## 歌詞の内容
歌詞の内容は、ある男が未来へとタイムスリップし、世界の終わりを目にするというものである。現代へ帰還する途中で、磁気嵐に遭遇した男は、身体が鋼鉄になっていく。男は話せなくなり、彼が見てきた破滅の状況を人々に言葉で警告することができなくなった。彼は何とかコミュニケーションを取ろうとするが、無視され、嘲笑される。アイアン・マンは遂には怒り、人類への復讐として、自分が見てきた破滅を自ら引き起こす。

## 制作
メインのギター・リフを最初に聴いたとき、ボーカリストのオジー・オズボーンは、その響きが「何か大きな鉄の奴が歩き回っているみたいだ (like a big iron bloke walking about)」と言ったという。曲名は、「アイアン・マン」となり、この曲名から膨らました歌詞をギーザー・バトラーが書いた。冒頭の「I am Iron Man!」という部分の音響効果のため、オズボーンは金属製の扇風機の背後で吹き込みをしたという。

## 「アイアンマン」との関係
曲名は、同名のマーベル・コミックのキャラクター（アイアンマン）とは無関係だったが、後に2008年の映画『アイアンマン』のエンドクレジットや、2010年の続編『アイアンマン2』の予告篇で使用されたほか、『アベンジャーズ』では、アイアンマンがブラック・サバスのTシャツを着ていた。この曲はまた、モンスター・ジャムにおいて、アイアン・マン・トラック (Iron Man truck) のテーマ曲として使われている。

## シングル
この曲は、アメリカ合衆国とカナダでは、1971年にワーナー・ブラザース・レコードからシングルがリリースされた。
日本では、1971年のシングル「悪魔の世界 (Wicked World)」のB面に収録され、ヴァーティゴからリリースされた。

## 受賞と認証
- 2004年に『ローリング・ストーン』誌が発表した「ローリング・ストーンの選ぶオールタイム・グレイテスト・ソング500」では、317位とされた[7]。
- 「アイアン・マン」は、『Rock - Das Gesamtwerk der größten Rock-Acts im Check』において、ブラック・サバスの楽曲の中で第6位とされた[8]。
- 『ビルボード』誌の「Billboard Hot 100」では、1972年に最高52位まで上昇した[9]。
- カナダの『RPM』誌のトップ100では、68位まで上昇した。
- VH1 はこの曲を、史上最高のヘヴィメタル曲とした[10]。
- アルバム『リユニオン (Reunion)』におけるライブ演奏は、2000年のグラミー賞において、最優秀メタル・パフォーマンス賞（英語版）を受賞した[11]。

## パーソネル
- オジー・オズボーン – ボーカル
- トニー・アイオミ – ギター
- ギーザー・バトラー – ベース
- ビル・ワード – ドラムス